# Oklukova Gora
Oklukova Gora este o localitate din comuna Brežice, Slovenia, cu o populație de 62 de locuitori.